# Palenquero
Pour les articles homonymes, voir Palenque.
Le palenquero ou palenque est un créole à base lexicale espagnole parlé en Colombie, principalement dans le village de Palenque de San Basilio. Il compterait environ 3 000 locuteurs.

## LeNotre Pèreen palenquero
| Palenquero[1] | Espagnol |
| --- | --- |
| Tata suto ke ta riba sielo, Santifikao sendá nombre si, Miní a suto reino si, Asé ño boluntá sí, Aí tiela kumo andi sielo. Nda suto agué pan ri to ma ría, Peddona ma fata suto, Asina kumo suto a se peddoná, Lo ke sé fatá suto. Nu rejá sujo kaí andi tentasión nu, Librá suto ri má. Amén. | Padre nuestro que estás en los cielos, Santificado sea tu nombre. Venga a nosotros tu Reino. Hágase tu voluntad, Así en la tierra como en el cielo. El pan nuestro de cada día dánosle hoy. Perdónanos nuestras deudas, Así como nosotros perdonamos A nuestros deudores. No nos dejes caer en la tentación, Mas líbranos del mal. Amén. |

## Historique
Le palenquero pourrait être apparu dès le début du XVIIe siècle à Carthagène des Indes, mais est attesté de manière certaine à partir de 1772, lors de la description faite par Diego de Peredo (en) dans sa Noticia historial de la provincia de Cartagena de Yndias, año de 1772. Cependant, il est difficile de trouver des témoignages permettant d'avoir une idée de sa structure avant la seconde moitié du XXe siècle.

### Ouvrages
- (es) Solmery Cásseres Estrada, Diccionario afropalenque-español, español-afropalenque, Carthagène des Indes, Ed. Pluma de Mompox, 2010, 180 p. (ISBN 978-958-97277-9-9, lire en ligne)
- (es) Yves Moñino et Armin Schwegler, Palenque, Cartagena y Afro-Caribe : historia y lengua, Tübingen, Niemeyer, 2002, 284 p. (ISBN 978-3-484-52918-2)
- (es) Armin Schwegler, Chi ma nkongo : lengua y rito ancestrales en el Palenque de San Basilio (Colombia), vol. 2, Frankfurt-am-Main, Vervuert, 1996, 823 p. (ISBN 978-84-88906-31-1)

### Articles
- (es) Marianne Dieck, « La época de formación de la lengua de palenque: datos históricos y lingüísticos », Forma y Función, vol. 24, no 1,‎ enero-junio 2011, p. 11-24 (ISSN 0120-338X)